# Жилищно-строительный кооператив

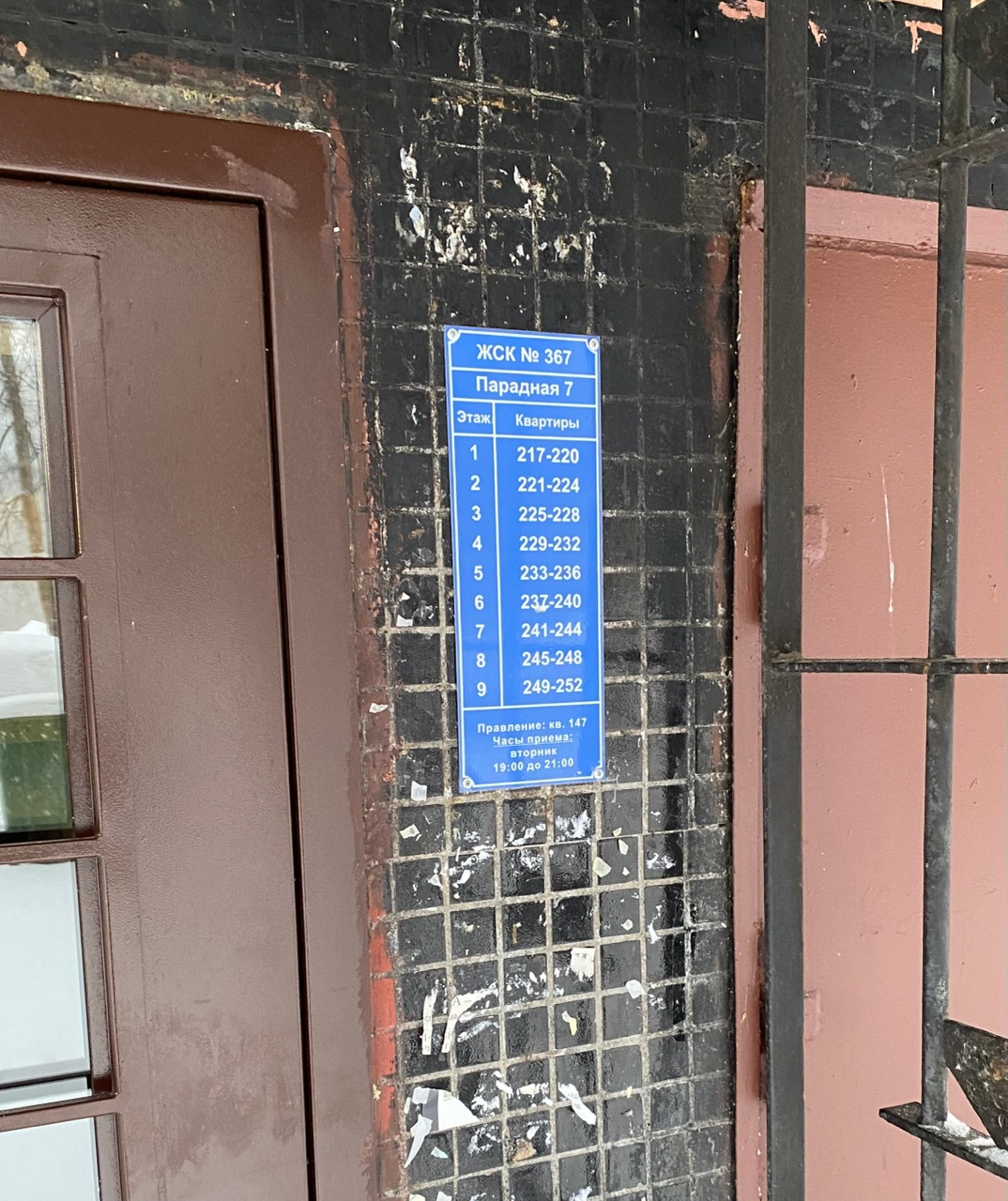
Табличка с указанием "ЖСК № 367" на входе в многоквартирный дом в Петербурге (Купчинская улица, 17, корпус 2)

Жилищно-строительный кооператив (ЖСК) — объединение людей или организаций с целью строительства жилья, а также для управления жильём. В СССР ЖСК были формой участия граждан в развитии жилого фонда, позволявшей получить отдельную квартиру быстрее в рамках отдельной очереди и на более льготных условиях.
Право на жилище было гарантировано гражданам СССР Конституции обеспечивалось «развитием и охраной государственного и общественного жилищного фонда, содействием кооперативному и индивидуальному жилищному строительству, справедливым распределением под общественным контролем жилой площади, предоставляемой по мере осуществления программы строительства благоустроенных жилищ».

## ЖСК вСССР

### Законодательство
В СССР для привлечения средств застройщиков и развития жилищного строительства в июле 1925 года было принято постановление «О жилищно-строительной кооперации». Оно предусматривало выдачу ссуд жилищно-строительным кооперативам через систему коммунальных банков на срок до 60 лет в размерах до 90 % сметной стоимости дома. С 1937 года строительство кооперативных домов разрешалось только за счёт собственных средств кооперативов и без участия банковских кредитов, что фактически означало прекращение кооперативного строительства жилья.
В послевоенный период численность городского населения резко возросла и для решения «квартирного вопроса» в 1958 году ЦК КПСС и Совмин разрешили создание жилищно-строительных кооперативов (ЖСК). Благодаря принятию постановлений Совета Министров СССР «Об индивидуальном и кооперативном жилищном строительстве» (1962 и 1964 годы) возобновилось кредитование ЖСК, которым Стройбанк СССР предоставлял кредиты в размере до 60 % сметной стоимости строительства на срок 10—15 лет со ставкой 0,5 % годовых и выплатой равными долями. Постановлением СМ СССР от 1982 года размер финансирования был увеличен до 70—80 %, а срок погашения — до 25 лет.
Строительство ЖСК вели обычные подрядные организации, однако уровень внутренней отделки в кооперативных квартирах зачастую был выше.
Жилищный кодекс СССР согласно изменениям и дополнениям, внесенным Указом Президиума Верховного Совета СССР от 14 декабря 1988 года, определял жилищно-строительные кооперативы как одну из форм существования жилищного фонда, наряду с государственным жильём, общественным (к нему относилось жильё колхозов и других кооперативных организаций, их объединений, профсоюзных и иных общественных организаций), а также индивидуальным жильём.
Законом предусматривалась обязанность государства оказывать жилищно-строительным кооперативам помощь в эксплуатации и ремонте принадлежащих им домов, обеспечивать жильцов кооперативных квартир другим жильём на время капитального ремонта их домов, а также предоставить им другое равноценное жильё бесплатно, если дом ЖСК «подлежит сносу в связи с изъятием земельного участка для государственных или общественных нужд».
На основе жилищного законодательства СССР в союзных республиках действовали жилищные кодексы.

### Право на получение квартиры
Для получения кооперативной квартиры претендент должен был стоять на учёте по улучшению жилищных условий. Но если для постановки на очередь на государственную, бесплатную квартиру, на члена семьи должно было приходиться менее 4,5 м² жилой площади, то для кооперативной квартиры условия были мягче: менее 6,5 м² на человека. Жилой площадью считались только комнаты, исключая кухню и подсобные помещения.
Менее жесткими были правила предоставления жилой площади. При получении государственной квартиры на члена семьи предоставлялось 9 м² (в последние годы существования СССР — 12 м²) и соблюдалось правило, что разнополые дети не должны жить в одной комнате, то есть семья с двумя разнополыми детьми получала трёхкомнатную квартиру (48—70 м² жилой площади), с детьми одного пола — двухкомнатную (38—46 м² жилой площади).
При покупке кооперативной квартиры семья могла более свободно выбрать себе жилую площадь, обосновав необходимость иметь более просторную квартиру дополнительными правами: например, кандидаты наук, члены творческих союзов (писателей, композиторов, художников, журналистов) по закону имели право на 10 м² жилой площади или отдельную комнату сверх установленных норм.

### Стоимость и финансирование
К 1983 году квадратный метр стоил в среднем 250 рублей. Другими словами, однокомнатная квартира в 30 м² обходилась в 4500 рублей, двухкомнатная в 44 м² — 7500 рублей, а трёхкомнатная площадью 55 м² — в 11 тысяч рублей. при том, что средняя зарплата по стране на 1985 год была 200 рублей в месяц. Ссуда на приобретение квартиры была практически беспроцентной, а доля платежа в расходах семьи — незначительной. За двухкомнатную квартиру вместе с коммунальными услугами семья должна была платить до 50 рублей в месяц.
Банковский кредит на строительство составлял 60—70 % от стоимости (то есть для вышеупомянутой двухкомнатной квартиры от потенциального члена ЖСК требовались 3000 рублей), а в Казахской ССР, Сибири, на Дальнем Востоке, в районах Крайнего Севера и приравненных к ним, а также в шахтёрских посёлках — 80 %. Банковский процент на ссуды составлял 0,5 % годовых, на просроченные платежи — 3 % годовых.
Постановлением Совета Министров СССР от 19 августа 1982 года № 765 «О жилищно-строительной кооперации» было рекомендовано предприятиям и организациям с согласия трудового коллектива оказывать безвозмездную материальную помощь кадровым работникам (со стажем безупречной работы не менее 5 лет) и молодожёнам (со стажем работы не менее 2 лет) на оплату ЖСК из средств фонда материального поощрения соответственно до 30 % и 40 % от первого взноса в районах Сибири, Дальнего Востока, Крайнего Севера и приравненных к ним местностях, а также Нечерноземье, а в других районах соответственно до 15-20 %.
На начало 1985 года на кредиты на индивидуальное и кооперативное строительство приходилось примерно 55 % ссудной задолженности по основным видам потребительского кредита в СССР.

### Ограничения
Несмотря на наличие накоплений, граждане СССР не могли свободно купить кооперативную квартиру, потому что для постановки на очередь им требовалось соответствовать нормам, оговорённым Жилищным кодексом. После постановки на очередь тоже надо было ждать, хотя и не так долго, как предоставления бесплатной государственной квартиры.
Существовали фактически закрытые для прописки иногородних города (Москва, Ленинград, столицы союзных республик).
Доля ЖСК в общем объёме жилищного строительства в СССР не превышала 10 %
В первой половине 1980-х в соответствии с принципом «каждой семье по квартире» было одновременно начато строительство около 80 тысяч кооперативных многоквартирных домов во многих городах СССР. Большинство этих домов были достроены только к концу 1990-х годов.

## Другие формы кооперации в строительстве жилья
Для ускорения строительства жилья в послевоенном СССР применялся метод «народной стройки», когда квартиры для себя строили сами нуждающиеся в улучшении жилищных условий. Составленные из таких людей бригады выходили во вторые и третьи смены после основной работы на строительство домов, где нулевой цикл уже выполнен подрядной организацией (Горьковский метод).
Разновидностью подобного метода строительства жилья в 1980-е годы стали молодёжные жилые комплексы, развивавшиеся под эгидой ВЛКСМ.
Отличием названных форм жилищного строительства от ЖСК было то, что люди вкладывали в улучшение жилищных условий не деньги, а личный труд. Все финансирование объектов принимали на себя местные самоуправления.

## ЖСК в Российской Федерации
В настоящее время термин ЖСК определен в статье 110 Жилищного кодекса Российской Федерации.
Действующее законодательство знает несколько форм самоорганизации граждан, желающих улучшить свои жилищные условия. По общему правилу предполагается, что они должны вступать в жилищно-накопительные, а не в жилищно-строительные кооперативы, поскольку в отношении ЖНК существуют более строгие правила контроля над движением денежных средств, предназначенных для строительства.
Тем не менее, существуют процедурные правила, касающиеся создания и функционирования ЖСК в РФ и в наше время.
В России сохранилось множество ЖСК со времён СССР, и, хотя при принятии нового Жилищного кодекса Российской Федерации была сделана попытка обязать их всех осуществить преобразование в Товарищество собственников жилья, соответствующая поправка была отменена.
В большинстве случаев в современной России ЖСК — это эксплуатирующая организация в отношении жилищного фонда. Создание ЖСК для целей строительства было связано с многочисленными аферами на рынке недвижимости. ЖСК как организационно-правовую форму объединения граждан для строительства используют обманутые дольщики, желающие достроить своё жильё после того, как строительные компании, привлекавшие их средства, прекращают строительство. Аналогичную схему решения проблемы используют и в Казахстане.